# Саул (цар Ідумеї)
Саул (сер. XI ст. до н. е.‎) — 6-й відомий цар Ідумеї (Едома). Згадується в Книзі Буття.

## Життєпис
Походив з місцин Рехвот-на-річці. Посів трон після смерті царя Самли. Якихось значних достеменних знань про нього немає. Вважається, що в цей час Ідумея перейшла до оборони щодо своїх сусідів. Йому спадкував Бааланан.